# Afro-Brazilianen
Afro-Brazilianen (Portugees mannelijk: afro-brasileiros, vrouwelijk: afro-brasileiras) zijn een bevolkingsgroep in Brazilië van mensen die een Afrikaanse afkomst hebben. In de praktijk is deze groep niet eenduidig af te bakenen. Toch wordt het lidmaatschap van deze groep in de praktijk door mensen sterk gevoeld. Ook is het een belangrijke term bij de bewustwording, de strijd tegen discriminatie en het bepalen van het beleid gebruikt wordt. Enkele bekende uitingen van Afro-Braziliaanse cultuur zijn capoeira en candomblé.

## Terminologie
Omdat de Braziliaanse bevolking sterk gemengd is, is het in de praktijk moeilijk af te bakenen wie er precies tot de Afro-Braziliaanse bevolkingsgroep behoren. Ook zijn er verschillen in de definities. Soms slaat de term alleen op de zwarte bevolking (pretos/pretas), maar meestal, zoals in statistieken, worden ook de mulatten (pardos/pardas) ertoe gerekend.
Als onderdeel van de etnisch-culturele identiteit hangt het er vooral vanaf of lidmaatschap tot deze groep door de persoon zelf gevoeld wordt. Zo wordt bijvoorbeeld bij volkstellingen dan ook gevraagd tot welke bevolkingsgroep men zich rekent.
In het dagelijks spraakgebruik wordt zowel door de bevolkingsgroep zelf, als door buitenstaanders de term negros/negras gebruikt. Dit heeft soms een negatieve connotatie, hoewel minder sterk dan bijvoorbeeld het Engelse woord nigger. Toch is het correcter om de term Afro-Brazilianen te gebruiken. Deze term is ontstaan naar analogie van het woord Afro-Amerikanen.

## Geschiedenis

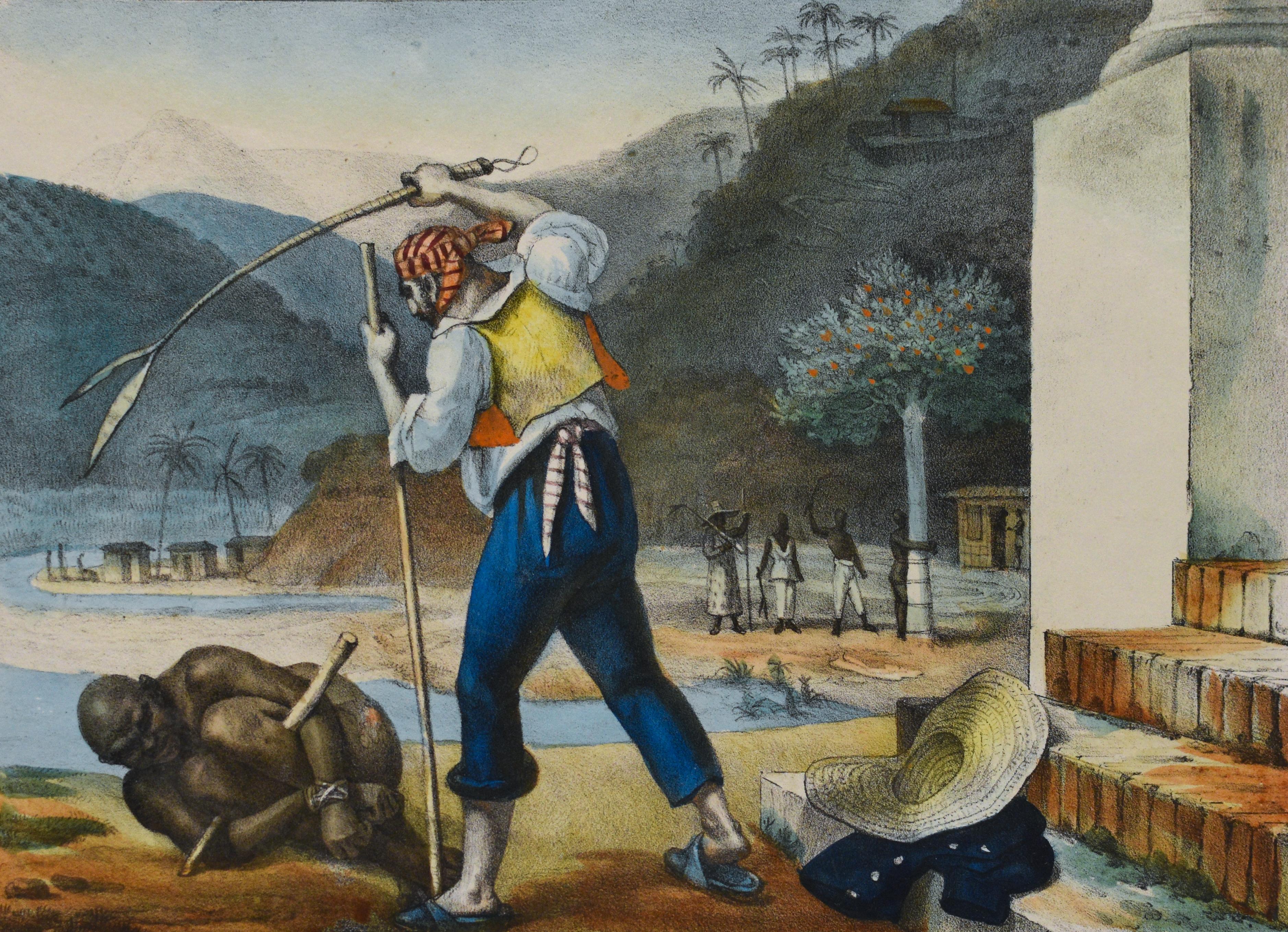
Bestraffing van een Braziliaanse slaaf, door Jean Baptiste Debret

De geschiedenis van de Afro-Brazilianen begon rond 1550 toen de slavenhandel vanuit Afrika naar Brazilië op gang kwam. In totaal werden rond de 3 miljoen slaven naar dit land gebracht, voornamelijk uit de Soedanvolken uit West-Afrika en de bantoevolken uit Zuidelijk Afrika.
Slaven werkten vaak meer dan 14 tot 16 per uur per dag. 's Nachts verbleven zij in een slavenschuur (senzala). Deze waren donker, vochtig, overbevolkt en onhygiënisch. Bovendien werden zij vaak gestraft door de slavenopzichter (capataz).
Sommige slaven wisten te ontvluchten, waarna zij zich groepeerden en een soort vrijstaten stichtten in het binnenland, de quilombos. De bekendste quilombo is Quilombo dos Palmares, dat op het eind onder leiding stond van Zumbi.
Na druk van Engeland van buitenaf en Braziliaanse intellectuelen van binnenuit, ondertekende prinses Isabel op 13 mei 1888 de Lei Áurea (gouden wet), waarin de slavernij officieel werd afgeschaft

## Demografie

### Aandeel in de bevolking
In de volgende grafiek is te zien hoe de samenstelling van de Braziliaanse bevolking van 1872 tot 1991 gewijzigd is:
De grafiek laat zien dat de Afro-Brazilianen (zwarten en mulatten) rond het afschaffen van de slavernij aan het eind van de 19e eeuw in de meerderheid waren. In 1940 waren zij echter een minderheid geworden. Daar zijn verschillende redenen voor:
- Het sterftecijfer onder de Afro-Braziliaanse bevolking lag hoger, omdat zij minder toegang hadden tot gezondheidszorg.
- Er werden veel kinderen geboren uit een blanke man en een mulattenvrouw. Deze werden vaak als blank geclassificeerd.
- Een grote immigratie vanuit Europa.

Deze immigratie werd gestimuleerd door de Braziliaanse overheid. Na de afschaffing van de slavernij waren er steeds meer arbeidskrachten nodig in de groeiende koffieteelt. Maar ook voerde de overheid een actief beleid om te zorgen dat de bevolking blanker werd.

## Situatie

### Statistieken
Hoewel Brazilië actief uitdraagt een tolerant land te zijn, waarbinnen weinig discriminatie bestaat, zijn er wel degelijk verschillen in de situatie van de diverse bevolkingsgroepen.
| Aspect                | Blanken | Afro-Brazilianen |
| --------------------- | ------- | ---------------- |
| Kindersterfte         | 37,3    | 62,3             |
| Onderwijsgraad (1-10) | 6,2     | 4,2              |
| Werkloosheid          | 6,6%    | 7,7%             |

### Organisaties
Er bestaan veel organisaties die de situatie van de Afro-Braziliaanse bevolking proberen te verbeteren. Zij houden zich vooral bezig met:
- Onderwijs, voorlichting en bevordering van de cultuur
- Mensenrechten
- Psycho-sociale begeleiding
- Voorbereiding op de arbeidsmarkt
- Afro-Braziliaanse vrouwen

Veel van deze organisaties zijn verenigd in de Nationale Raad van Zwarte Entiteiten (Conselho Nacional de Entidades Negras — CONEN). Sommigen krijgen steun van Belgische en Nederlandse ontwikkelingsorganisaties.

### Feestdagen
Tegenwoordig is het verplicht dat basisschoolkinderen ook lesstof krijgen over de geschiedenis en de cultuur van de Afro-Brazilianen. Ook zijn er enkele feestdagen die de geschiedenis en de situatie van deze bevolking gedenken:
- 13 mei: Afschaffing van de slavernij
- 20 november: Dag van het Zwart Bewustzijn (sterfdag van Zumbi)

## Cultuur

### Algemeen
De Afro-Braziliaanse bevolking heeft verschillende specifieke cultuuruitingen voortgebracht. Sommige daarvan hebben een grote bekendheid gekregen, zoals capoeira, candomblé en bepaalde vormen van muziek. Zo heeft bijvoorbeeld de samba een sterk Afro-Braziliaans element.
Belangrijke elementen die in de Afro-Braziliaanse cultuur voorkomen zijn: de slavernij en het leven in de senzala, de vrijheidsstrijd onder leiding van Zumbi, en het Zwart Bewustzijn.

### Capoeira
Capoeira is een combinatie van dans en vechtsport. Men gaat ervan uit dat deze door de slaven in de senzalas is ontwikkeld als een verborgen manier om hun weerbaarheid tegen de blanke opzichters te verbeteren.

### Candomblé
Candomblé komt voort uit verschillende spiritisme Afrikaanse godsdiensten. Bepaalde spirituele entiteiten of "geesten" hebben het vermogen het menselijk lichaam deels overgenomen. Candomblé heeft zich deels vermengd met symbolen van de Rooms-Katholieke Kerk.

### Muziek
Een aantal Afro-Braziliaanse muzieksoorten zijn:
- Samba (hierin zijn ook Portugese elementen verwerkt)
- Lambada
- Maracatu
- Afoxé
- Coco

Ook zijn er een aantal typisch Afro-Braziliaanse instrumenten:
- Berimbau
- Abê
- Agogô
- Diverse trommen

### Keuken
Een aantal Braziliaanse gerechten wordt als typisch Afro-Braziliaans gezien, hoewel er meestal ook Europese en inheemse ingrediënten in zijn verwerkt. Voorbeelden zijn:
- Feijoada
- Moqueca
- Vatapá